# Nowosełycia (rejon korosteński)
Nowosełycia (ukr. Новоселиця) – wieś na Ukrainie, w obwodzie żytomierskim, w rejonie korosteńskim, w hromadzie Malin. W 2001 liczyła 134 mieszkańców.